# 伊活公園球場
伊活公園球場（Ewood Park）位於英國蘭開夏郡布莱克本的專業足球場，是英格蘭球隊布力般流浪的主場球場。
伊活公園為全座席可容納31,367名觀眾，比賽場地面積為115x76米。球場共分四段：達爾文方向看台、CIS看台（以前的河畔看台，以贊助商CIS保險公司命名）、布力般方向看台及積奇獲加看台（為紀念當地工業家及球隊終身支持者積奇獲加而命名）。傳言布莱克本希望重建CIS看台而將容量增至35,000人。
作客的球隊可獲分配5,500至8,000張門票，客隊球迷主要坐於達爾文方向看台近積奇獲加看台的一方，有時更開放頂層全層供作客球迷使用。附設在達爾文方向看台的羽節蕨林（Fernhurst）小酒吧為客隊球迷專用，更被譽為伊活公園附近最好的酒吧。
在2005欧洲女子足球锦标赛中，在伊活公園進行了三場比賽 — 兩場英格蘭分別對丹麥及瑞典的分組賽及最終由德國對挪威的總決賽。

## 歷史
伊活公園由當地四名商人出資在1882年修建而成，耗資高達10,000英鎊，用作舉辦田徑運動、賽狗及賽馬車，亦可舉行大型足球比賽，在1887年3月19日上演英格蘭對蘇格蘭的國際比賽，蘇格蘭（擁有兩名布莱克本球員）以3-2擊敗英格蘭。
由於連明頓街球場的業主瘋狂加租，布力般流浪在1890年租用伊活公園，簽訂為期十年租約（每年租金60英鎊，五年後可加至70英鎊），遷入後再花多1,000英鎊增加設施使其達到可供常年比賽的標準，自始伊活公園便成布力般流浪的主場。
布力般流浪在1893年以2,500英鎊買下伊活公園，但部份看台在1896年1月倒塌，而布力般流浪在部份比賽（特別是與本地死對頭達爾文及般尼的比賽）引發球迷的暴力行，唯布力般流浪當時財政緊絀而未能改善球場設施。直到綽號"皇帝"的羅蘭士·高頓（Lawrence 'King' Cotton）加入，布力般流浪才有財力重建伊活公園，首先耗資1,680英鎊興建可容納12,000觀眾的達爾文方向看台。一年後由著名運動場建築師阿奇巴尔·雷奇（Archibald Leitch）設計的力圖街主看台（Nuttal Street）動工，在1907年夏季完成，上層可容4,500座席而下層則可容6,000立席，在觀眾席後方為豪華的橡木飾板董事房、更衣室、茶水間及其他辦公設施。1915年重建工程最後的河畔看台完成，伊活公園容量號稱達到70,000人。
1929年3月6日布力般流浪在足總杯第六圈對衛冕冠軍博尔顿的比賽，共吸引破紀錄的62,522人擁入伊活公園，兩支蘭開郡球隊踢成1-1平手，在般頓公園（Burnden Park）的重賽再吸引超過65,000名觀眾，即合共有高達13萬人次觀看這兩場比賽！30年代的不景氣嚴重打擊布力般以至全國的平民及球隊，足球門票收入大減，布力般流浪只有對本地死對頭般尼的比賽才勉強誘使40,000球迷入場觀戰。布力般流浪亦開始在甲乙組之間浮沉，在50年代末期回升甲組期間，伊活公園才加裝汛光燈設施。布力般流浪打入1960年的足總杯決賽，利用比賽所得為布力般方向看台加建上蓋。60年代末至80年代布力般流浪只能在低組別徘徊，伊活公園沒有重大的改動。1984年7月力圖街主看台被縱火，雖然及時撲滅沒有漫延到其他看台，但主看台的四分一完全毀壞，布力般流浪的董事局將毀壞的看台改建為兩層行政廂房，以創辦人之一命名為約翰·路易斯樓（John Lewis Complex），廂房後面是一所餐廳。不久之後，河畔看台被列為不安全需要拆卸重建，積奇·獲加（Jack Walker）擁有的獲加鋼材（Walkersteel）免費供應看台所需的鋼鐵，可容7,000觀眾的新看台終於落成並命名為獲加鋼材看台（Walkersteel Stand），亦開啟積奇獲加與布力般流浪不可分割的關係。在積奇獲加接手布力般流浪後，隨即著手計劃興建約40,000座的新球場，雖然曾考慮在市外另覓場地，最終仍決定在伊活公園原址改建。新的兩層達爾文方向看台及布力般方向看台在1993/94先後落成啟用。宏偉的力圖街主看台在1994年1月8日見證其最後一場比賽，3-3打和樸次茅夫的足總杯，後被拆卸，其著名的木構董事房編號逐件拆下，再在新建成的積奇·獲加看台（Jack Walker Stand）內組合還原。

## 外部連結
- 伊活公園 （页面存档备份，存于）